# Управління наукових досліджень і розробок
Управління наукових досліджень і розвитку (OSRD) було агентством федерального уряду Сполучених Штатів, створеним для координації наукових досліджень у військових цілях під час Другої світової війни. Його створення було прийнято протягом травня 1941 року, і він був офіційно створений виконавчим наказом 8807 від 28 червня 1941 року.. Він замінив роботу Комітету з досліджень національної оборони (NDRC), отримав майже необмежений доступ до фінансування та ресурсів, і ним керував Ванневар Буш, який звітував лише перед президентом Франкліном Делано Рузвельтом.
Дослідження були дуже різноманітними і включали проекти, присвячені новим і більш точним бомбам, надійним детонаторам, роботі над безконтактним підривником, керованим ракетам, радарам і системам раннього попередження, легшій і точнішій ручній зброї, більш ефективним медичним лікуванням (включаючи роботу з виробництва пеніциліну в масштабах, що було необхідно для його використання як ліків )), більш універсальним транспортним засобам і, найсекретнішому з усіх, відділу S-1, який пізніше став Манхеттенським проектом і розробив першу атомну зброю.